# Арагон (река)
Араго́н (исп. Aragón) — река в Арагоне и Наварре, Испания. Начинается в Пиренеях на Пико-де-Канфранк, и впадает в реку Эбро. Длина реки — 192 км. Площадь водосборного бассейна — 8903 км².

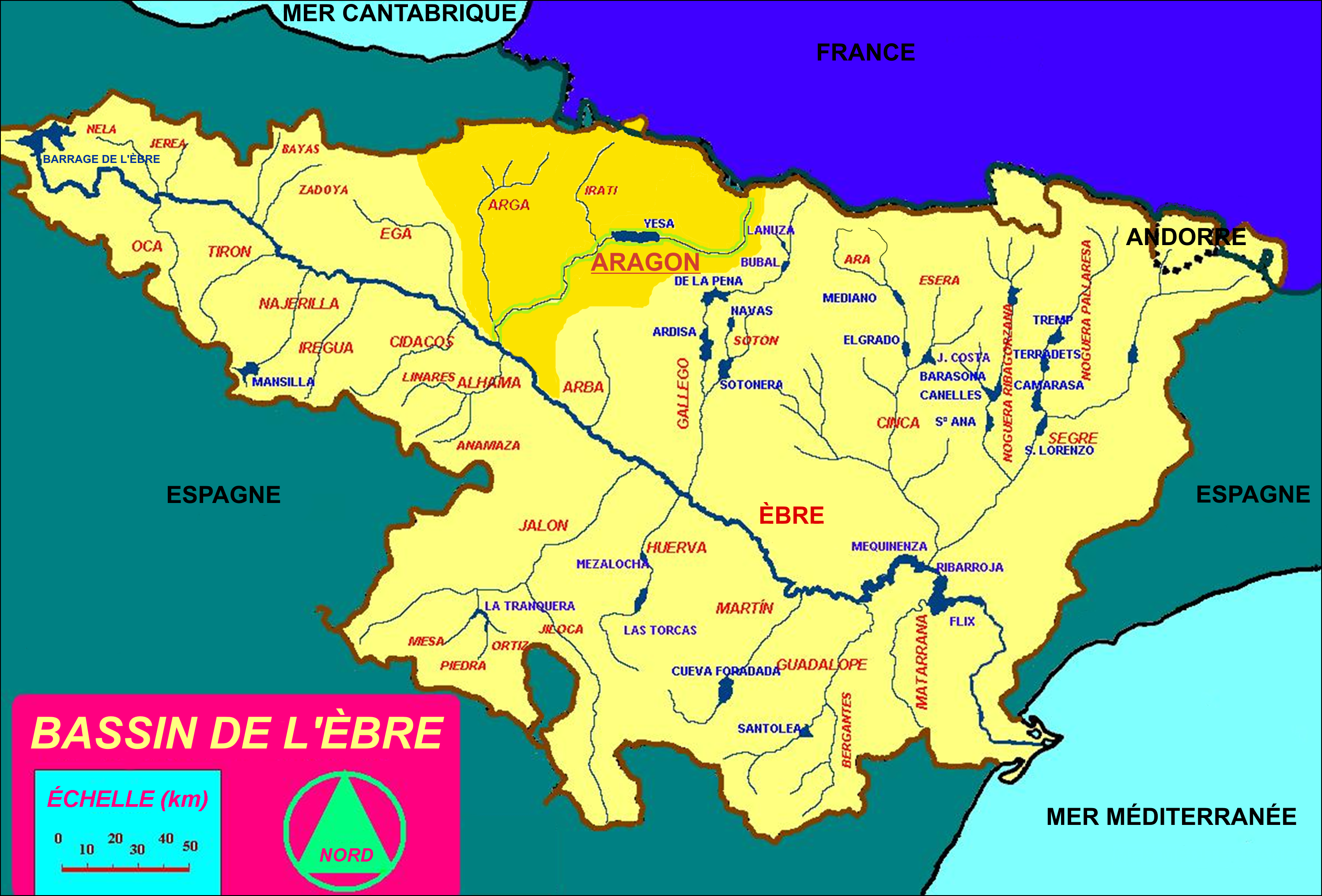

Исток реки находится в Астуне на высоте 2050 м, потом она течёт на юг через Хаку, Хасетанию, Канфранк, затем поворачивает на запад, где образовывает Йесское водохранилище, после него Арагон несёт свои воды на Юго-Запад и впадает в Эбро, около Милагро. Притоки: Вераль, Эска, Ирати (близ Сангуэсы), Арга.